# Donne, botte e bersaglieri
Pour plus de détails, voir Fiche technique et Distribution.
Donne, botte e bersaglieri est un musicarello italien réalisé par Ruggero Deodato et sorti en 1968.

## Synopsis
Tony et quelques amis ont monté un groupe de rock pour faire des concerts et gagner de l'argent. Malheureusement, le service militaire se profile, mais par chance les garçons se retrouveront dans la même caserne.

## Fiche technique
Sauf indication contraire, les informations mentionnées dans cette section peuvent être confirmées par la base de données cinématographiques IMDb,  présente dans la section « Liens externes ».
- Titre original : Donne, botte e bersaglieri[1]
- Réalisation : Ruggero Deodato
- Scénario : Bruno Corbucci, Mario Amendola
- Décors : Giorgio Giovannini (it)
- Photographie : Riccardo Pallottini (it)
- Montage : Vincenzo Tomassi (it)
- Musique : Willy Brezza (it)
- Production : Edmondo Amati (it), Maurizio Amati (it)
- Sociétés de production : Fida Cinematografica
- Pays :  Italie
- Langue de tournage : italien
- Format : Couleur - 35 mm - son mono
- Durée : 98 minutes
- Genre : Musicarello
- Dates de sortie[2] :
  - Italie : 27 juillet 1968

## Distribution
- Little Tony : Tony
- Ferruccio Amendola : Fabrizio
- Renzo Montagnani : Luigi
- Ugo Fangareggi : Ottavio
- Ira Hagen : Marina
- Marisa Merlini : Mme Jole
- Pinuccio Ardia : Alfredo
- Janet Ågren : Rika
- Barbara Nelli : Silvana
- Carla Romanelli : Carla
- Fiammetta Baralla : Angela
- Fiorenzo Fiorentini : Le portier
- Bobby Solo : Lui-même
- Ettore Geri : Teodoro
- Franco Giacobini : Le maréchal des bersagliers
- Leo Gavero : Le médecin
- Alberto Sorrentino : L'assistant du barbier
- Carlo Pisacane: Le vieux bersaglier
- Enrico Montesano : Tony Pecorelli
- Enrico Marciani : Le médecin militaire
- Cesare Gelli : Ambrogio
- Luigi Leoni : Le réalisateur
- Giovanni Ivan Scratuglia
- Mirella Pamphili : Bruna